# كامي ديمولان
لوسي سيمبليس كامي بينوا ديمولان (2 مارس 1760 - 5 أبريل 1794) (بالفرنسية: Lucie-Simplice-Camille-Benoît Desmoulins)‏ كان صحفيًا وسياسيًا لعب دورًا مهمًا في الثورة الفرنسية. تزوج من لوسيل ديمولان. كان صديق طفولة لـ ماكسيميليان روبسبير وصديق مقرب وحليف سياسي لجورج دانتون وهما من الشخصيات المؤثرة في الثورة الفرنسية. تمت محاكمة ديمولان وأعدم جنبا إلى جنب مع دانتون.

## حياته
ولد ديمولان في جيز في بيكاردي في باريس. كان والده ، جان بنوا نيكولاس ديمولان ، محاميًا ريفيًا وملازمًا عامًا لجيز. من خلال جهود التي بذلها أحد أصدقاء والده ، حصل على منحة لكاميل (14 عاما) للدخول إلى كلية لويس لو غراند في باريس. أثبتت ديمولان أنه طالب استثنائي حتى بين معاصريه البارزين مثل ماكسيميليان روبسبير و لويس ماري ستانيسلاس فريرون. برع في دراسة الأدب الكلاسيكي والسياسة ، وتابع في دراسة القانون ، ونجح في الحصول على القبول كمحامي الدفاع عن برلمان باريس في عام 1785.

## روابط خارجية
- كامي ديمولان على موقع الموسوعة البريطانية (الإنجليزية)
- كامي ديمولان على موقع إن إن دي بي (الإنجليزية)